# Die Garde der Löwen
Die Garde der Löwen (Originaltitel: The Lion Guard) ist eine US-amerikanische Zeichentrickserie von Ford Riley aus dem Jahr 2015, basierend auf dem Kinofilm Der König der Löwen von 1994. Die Serie soll insbesondere Vorschulkinder ansprechen und ist dementsprechend einfach aufgebaut. Die Erstausstrahlung des Pilotfilms fand in den USA am 22. November 2015 im Disney Channel statt. Regulär startete die Serie am 15. Januar 2016.
In Deutschland hatte die Serie am 25. März 2016 auf dem Pay-TV-Sender Disney Junior mit dem Pilotfilm Die Garde der Löwen – Das Gebrüll ist zurück ihre Premiere. Am 13. April 2016 erfolgte der Serienstart auf demselben Sender. Seit dem 23. September 2016 wird die Serie auch beim frei empfangbaren Disney Channel ausgestrahlt.
Am 27. Oktober 2016 ist der Film zur Serie „Die Garde der Löwen: Das Gebrüll ist zurück“ offiziell in Deutschland auf DVD erschienen.

## Handlung
Die Serie handelt von Simbas zweitgeborenem Kind, seinem Sohn Kion. Er wurde von Simba damit beauftragt, die Garde der Löwen zu gründen, deren Aufgabe es ist, das geweihte Land und den Kreislauf des Lebens vor Bedrohungen zu schützen. Kion ist sich unsicher, ob er bereit ist, die Garde zu führen. Auch diese Geschichte handelt zentral vom Erwachsenwerden und dem Finden seines Platzes in der Welt.

## Figuren

### Die Garde der Löwen
- Kion ist der Sohn von Simba und Nala und jüngerer Bruder von Kiara. Er soll die „Garde der Löwen“ anführen. Kion ist der mächtigste der Garde der Löwen. Er verfügt über „das Gebrüll“, einen mächtigen Löwenruf, mit dem er sogar Erdbeben auslösen kann. Sein Ausruf ist „Hevi kabisa!“ (Absolut!), außerdem stimmt er zumeist das Motto der Garde an „Bis zum Ende des geweihten Landes“, worauf die anderen antworten „ist die Garde festen Standes“ (engl. „Till the Pride Lands end, Lion Guard defend!“)
- Banga (im Original Bunga) ist ein Honigdachs. Er ist ein Freund von Kion und das mutigste Mitglied der Garde der Löwen. Außerdem ist er der Ziehsohn von Timon und Pumbaa. Oft bezeichnet er Dinge als „bangatastisch“ (engl. „Un-Bunga-livable!“). Sein Kampfruf ist „Zuka Zama!“ (Steh auf und versuch es!)
- Fuli ist eine Gepardin. Sie ist befreundet mit Kion und die Schnellste in der Garde der Löwen. Ihr Kampfruf ist „Huwezi!“ (Du kannst es!)
- Beshti (im Original Beshte) ist ein Flusspferd und befreundet mit Kion. Er ist der Stärkste der Garde der Löwen. Sein Kampfruf ist „Twende Kiboko!“ (Lass es uns wie die Flusspferde machen!)
- Ono ist ein Kuhreiher und ein Freund von Kion. Er ist der Scharfäugigste der Garde der Löwen. Er kennt sich gut mit den Tieren und den Bräuchen im geweihten Land aus. Oft sagt er „Hapana!“ (Nein!).
- Anga ist ein Kampfadler. Sie ist ein ernsthafter Vogel und macht oft den Eindruck als wäre sie kalt und unfreundlich, obwohl sie eigentlich freundlich ist. Ab Staffel drei wird sie Mitglied der Löwengarde. Nachdem Ono verletzt wird, übernimmt sie den Posten der „Scharfäugigen“. Oft ruft sie „Anga lenga!“ (Schau in den Himmel!).

### Figuren aus Der König der Löwen
- Simba ist der König des Geweihten Landes, Vater von Kiara und Kion und der Sohn von Mufasa.
- Nala ist die Königin des Geweihten Landes und Mutter von Kiara und Kion.
- Kiara ist die Tochter von Simba und Nala sowie Kions Schwester.
- Mufasa ist der Vater von Simba, der von Scar getötet wurde. Er tritt als Geist am Himmel auf und steht Kion mit Ratschlägen zur Seite.
- Zazu ist ein Nashornvogel und der Haus- und Hofmeister des Königs des Geweihten Landes.
- Timon (ein Erdmännchen) und Pumbaa (ein Warzenschwein) sind enge Freunde Simbas. Sie zogen Banga groß.
- Zira ist eine Löwin, die von Simba aus dem Geweihten Land verbannt wurde, weil sie ihn nicht als rechtmäßigen König anerkennt. Seitdem führt sie die „Außenseiter“, ein Rudel von Löwen, im Schattenland.
- Kovu ist der Sohn von Zira. Kovu und Kiara sind befreundet.
- Nuka ist der Sohn von Scar. Nach dessen Tod lebt er bei Zira.
- Vitani ist die Tochter von Scar. Nach dessen Tod lebt auch sie bei Zira.
- Scar ist der Bruder von Mufasa und der Onkel von Simba. Er erscheint als Geist im Vulkan und schmiedet Rachepläne an Simba mit den Hyänen und der Schlange Ushari.
- Rafiki ist ein Mandrill und der Bewahrer der Erinnerungen und Traditionen im geweihten Land. Er malt alle wichtigen Ereignisse auf und berät die Garde und den König.

### Nebenfiguren
Übersetzung der Namen in den Klammern.
- Rani ist eine junge Löwin. Sie ist die Deuteragonistin und Partnerin von Kion und wird im Laufe der Serie Königin des Baums des Lebens.[5][6]
- Janja (klug) ist Anführer der Hyänen des Schattenlandes.
- Cheezi (Arbeit) ist eine Hyäne aus dem Schattenland.
- Chungu (Topf) ist eine weitere Hyäne aus dem Schattenland.
- Nne (vier) ist eine weitere Hyäne aus dem Schattenland.
- Tano (fünf) ist eine weitere Hyäne aus dem Schattenland.
- Mzingo (Niveau) ist ein Sperbergeier aus dem Schattenland.
- Zuri (gut) ist eine junge Löwin. Sie ist eine Freundin von Kiara.
- Tiifu (gehorsam) ist eine junge Löwin. Auch sie ist eine Freundin von Kiara.
- Makuu (groß) ist ein Krokodil und der neue Anführer der Krokodile.
- Jasiri (mutig) ist eine freundliche Hyäne aus dem Schattenland und mit Kion befreundet.
- Makini (vorsichtig) ist eine junge Mandrill, die von Rafiki zu seiner Nachfolgerin ausgebildet wird.

## Synchronisation
| Rolle         | Englischer Sprecher | Deutscher Sprecher                                               |
| ------------- | ------------------- | ---------------------------------------------------------------- |
| Kion          | Max Charles         | Oliver Szerkus                                                   |
| Bunga/Banga   | Joshua Rush         | Carlos Fanselow                                                  |
| Beshte/Beshti | Dusan Brown         | Lukas Till Berglund (1. Stimme) Marco Eßer (2. Stimme) Staffel 3 |
| Ono           | Atticus Shaffer     | Dirk Stollberg                                                   |
| Fuli          | Diamond White       | Marie Hinze                                                      |
| Timon         | Kevin Schon         | Ilja Richter                                                     |
| Pumbaa        | Ernie Sabella       | Jürgen Kluckert                                                  |
| Rafiki        | Khary Payton        | Leon Boden                                                       |
| Simba         | Rob Lowe            | Jaron Löwenberg                                                  |
| Nala          | Gabrielle Union     | Alexandra Wilcke                                                 |
| Mufasa        | James Earl Jones    | Lutz Riedel                                                      |
| Zazu          | Jeff Bennet         | Stefan Krause                                                    |
| Janja         | Andrew Kishino      | Tino Kießling                                                    |
| Mzingo        | Greg Ellis          | Gerald Schaale                                                   |
| Mwoga         | Cam Clark           | Klaus Lochthove                                                  |
| Cheezi        | Vagnus Mason        | Michael Pan                                                      |
| Kiara         | Eden Riegel         | Laura Eißel                                                      |
| Zuri          | Madison Pettis      | Chiara Tanfal                                                    |
| Tiifu         | Sarah Hyland        | Sarah Kunze                                                      |
| Chungu        | Kevin Schon         | Karl Schulz (1. Stimme) Jan Spitzer (2. Stimme)                  |
| Jasiri        | Maia Mitchell       | Kristina Tietz                                                   |
| Thurston      | Kevin Schon         | Hans Hohlbein                                                    |
| Makuu         | Blair Underwood     | Thomas Nero Wolff                                                |
| Pua           | Gerald C. Rivers    | Tilo Schmitz                                                     |
| Ajabu         | Ron Funches         | Sebastian Schulz                                                 |
| Makucha       | Steven Blum         | Matti Klemm                                                      |
| Mtoto         | Justin Felbinger    | Ben Hadad                                                        |
| Nuka          | Andy Dick           | Sven Brieger                                                     |
| Ushari        | Christian Slater    | Jan Kurbjuweit (1. Stimme) Peter Sura (2. Stimme)                |
| Zira          | Nika Futterman      | Joseline Gassen                                                  |
| Scar          | David Oyelowo       | Hans-Jürgen Dittberner                                           |
| Kiburi        | Common              | Roman Kretschmer                                                 |
| Bupu          | Michael Dorn        | Oliver Stritzel                                                  |
| Ora           |                     | Engelbert von Nordhausen                                         |

Darüber hinaus gab es auch einen Gastauftritt vom ehemaligen Fußballnationalspieler Lukas Podolski, welcher einem Stachelschwein seine Stimme lieh, in der Folge „Fulis neue Familie“. Für spätere Ausstrahlungen wurde das Stachelschwein mit einer anderen Stimme neu aufgenommen.

## Produktion
Produziert wurde die TV-Serie 2014 und 2015 von der Walt Disney Company anlässlich des 20-jährigen Jubiläums von Der König der Löwen.
Um auch die neue Serie möglichst authentisch zu gestalten, baute man erneut viele Swahilinamen und -wörter ein. So bekam jeder Charakter der Löwengarde einen eigenen, jeweils zu ihm passenden Spruch auf Swahili.

## Episodenliste

### Übersicht
| Staffel | Staffel | Episodenanzahl | Erstausstrahlung  | Erstausstrahlung | Erstausstrahlung  | Erstausstrahlung   |
| Staffel | Staffel | Episodenanzahl | USA               | USA              | Deutschland       | Deutschland        |
| Staffel | Staffel | Episodenanzahl | Premiere          | Finale           | Premiere          | Finale             |
| ------- | ------- | -------------- | ----------------- | ---------------- | ----------------- | ------------------ |
|         | 1       | 28             | 22. November 2015 | 21. April 2017   | 25. März 2016     | 18. Mai 2017       |
|         | 2       | 30             | 7. Juli 2017      | 22. April 2019   | 11. Oktober 2017  | 26. April 2019     |
|         | 3       | 20             | 3. August 2019    | 3. November 2019 | 25. November 2019 | 10. September 2020 |